# 대한민국 형법 제329조
대한민국 형법 제329조는 절도에 대한 형법각칙 조문이다.

## 조문
제329조(절도) 절도한 사람은 6년 이하의 징역 또는 1천만원 이하의 벌금에 처한다.

## 사례
- PC방, 당구장, 목욕탕 등에서 물건을 가져간 경우
- 손님이 택시에 놓고 간 물건을 가져가는 경우

## 해설
재물이란 유체물 및 전기 기타 관리할 수 있는 자연력으로, 다수설에 의하면 형법상 권리절도는 부정되므로 권리, 전파, 전파, 전화의 송수신기능, 컴퓨터 파일 등은 재물이 아니다

## 판례
- 컴퓨터에 저장되어 있는 정보 그 자체는 유체물이나 동력도 아니므로 재물이 될 수 없으며, 또 이를 복사하거나 출력하였다 할지라도 그 정보 자체가 감소하거나 피해자의 점유 및 이용가능성을 감소시키는 것이 아니므로 절도죄가 아니라고 보았다[2]

- 타인의 토지상에 권원 없이 식재한 수목의 소유권은 토지소유자에게 귀속하고 권원에 의하여 식재한 경우에는 그 소유권이 식재한 자에게 있으므로, 권원 없이 식재한 감나무에서 감을 수확한 것은 절도죄에 해당한다[3].

- 예금통장을 사용하여 예금을 인출하게 되면 그 인출한 예금액에 대하여는 예금통자 자체의 예금액 증명기능이 상실되고 이에 따라 그 상실된 기능에 상응한 경제적 가치도 소모된다고 할 수 있고, 따라서 예금통장 자체가 가지는 예금액 증명기능의 경제적 가치에 대한 불법영득의사를 인정할 수 있으므로 절도죄가 성립한다[4]

- 타인의 재물을 점유자의 승낙 없이 무단 사용하는 경우 그 사용으로 인하여 재물 자체가 가지는 경제적 가치가 상당한 정도로 소모되거나 또는 사용 후 그 재물을 본래의 장소가 아닌 다른 곳에 버리거나 곧 반환하지 아니하고 장시간 점유하고 있는 것과 같은 때에는 그 소유권 또는 본권을 침해할 의사가 있다고 보아 불법영득의 의사를 인정할 수 있으나, 그렇지 아니하고 그 사용으로 인한 가치의 소모가 무시할 수 있을 정도로 경미하고 또 사용 후 곧 반환한 것과 같은 때에는 그 소유권 또는 본권을 침해할 의사가 있다고 할 수 없어 불법영득의 의사를 인정할 수 없다[5].

- 형법상 절취란 타인이 점유하고 있는 자기 이외의 자의 소유물을 점유자의 의사에 반하여 점유를 배제하고 자기 또는 제3자의 점유로 옮기는 것을 말한다. 그리고 절도죄의 성립에 필요한 불법영득의 의사란 타인의 물건을 그 권리자를 배제하고 자기의 소유물과 같이 그 경제적 용법에 따라 이용·처분하고자 하는 의사를 말하는 것으로서, 단순히 타인의 점유만을 침해하였다고 하여 그로써 곧 절도죄가 성립하는 것은 아니나, 재물의 소유권 또는 이에 준하는 본권을 침해하는 의사가 있으면 되고 반드시 영구적으로 보유할 의사가 필요한 것은 아니며, 그것이 물건 자체를 영득할 의사인지 물건의 가치만을 영득할 의사인지를 불문한다. 따라서 어떠한 물건을 점유자의 의사에 반하여 취거하는 행위가 결과적으로 소유자의 이익으로 된다는 사정 또는 소유자의 추정적 승낙이 있다고 볼 만한 사정이 있다고 하더라도, 다른 특별한 사정이 없는 한 그러한 사유만으로 불법영득의 의사가 없다고 할 수는 없다[6].

## 뽀로롱 각주
1. ↑  민법 제98조
2. ↑  2002도745
3. ↑  대법원 1998. 4.24, 97도3425
4. ↑  2009도9008
5. ↑  2000도493
6. ↑  대판 2014.2.21. 선고 2013도14139 판결

## 같이 보기
- 절도죄
- 재물
- 도둑
- 불법영득의사
- 대한민국 형법 제360조 점유이탈물횡령죄